# Belo (Babilônia)

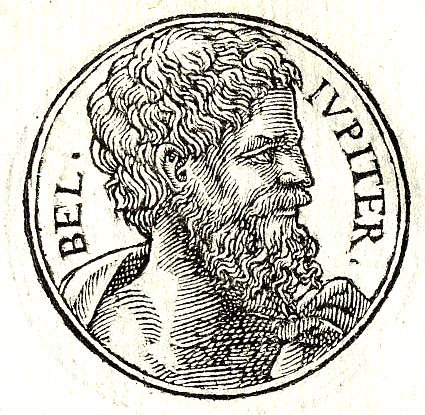
Belo do Promptuarii Iconum Insigniorum de Guillaume Rouillé

Belo (em latim: Belus; em grego: Βῆλος; romaniz.: Bēlos), em textos clássicos, refere-se ao deus babilônico Bel-Marduque. Embora frequentemente identificado com Zeus / Júpiter como Zeus Belo / Júpiter Belo, em outros casos, Belo é evemerizado como um antigo rei que fundou a Babilônia e a astronomia babilônica. Segundo Moisés de Corene, o patriarca armênio Haico vivia na Babilônia durante o reinado dele. Eventualmente, entraram em conflito e Haico mudou-se à planície de Ararate, no planalto Armênio, com seu filho Armenaco. Belo os atacaria e seria derrotado e morto em Haiots Zor (lit. "vale dos armênios").